# Сбой (телесериал)
«Сбой» (англ. Glitch) — австралийский паранормальный телесериал, премьера которого состоялась 9 июля 2015 года на австралийском телеканале ABC.
26 октября 2015 года ABC продлил сериал на второй сезон из шести эпизодов. Второй сезон соспродюсирован каналом ABC и интернет-платформой Netflix. Первый сезон сериала стал доступен на Netflix 15 октября 2016 года. Премьера второго сезона состоялась 14 сентября 2017 года на ABC в Австралии; 28 ноября того же года он стал доступен на Netflix.

## Сюжет
Джеймс Хэйес (Патрик Браммелл) — городской полицейский в маленьком городке Йорана, штат Виктория. Его вызывают на местное кладбище посреди ночи, когда семь человек по необъяснимым причинам восстали из мёртвых, причём выглядят и чувствуют себя превосходно. Они ничего не помнят о себе и полны решимости узнать, кто они и что с ними случилось. После того, как Джеймс и один из воскрешённых узнают друг друга, он, вместе с местным врачом Элишей Маккеллар (Женевьева О’Райли), пытается скрыть произошедшее от своих коллег, семьи и всего мира. Они начинают искать кого-то, кто сможет объяснить воскрешение и странную связь между этими семью людьми.

## В ролях
- Патрик Браммелл — сержант Джеймс Хэйес
- Женевьева О’Райли — доктор Элиша Маккеллар
- Эмма Бут — Кейт Уиллис
- Эмили Барклай — Сара Хэйес
- Нед Деннехи — Патрик Фитцджеральд
- Шон Кин — Чарли Томпсон
- Ханна Монсон — Кирсти Дарроу
- Аарон Макграт — Бо Купер
- Роджер Корсер — Уильям Блэкбёрн
- Эндрю Макфарлейн — Вик Истли
- Даниэла Фариначчи — Мария Роуз Массола (сезон 1)
- Джон Лири — Крис Реннокс
- Люк Арнольд — Оуэн Ниллсон (сезон 2)
- Роб Коллинз — Фил (сезон 2)
- Пернилла Аугуст — Никола Хейсен (сезон 2)